# Pine Hill (New York)
Pine Hill ist ein Dorf im Ulster County im US-Bundesstaat New York mit 308 Einwohnern (Stand: 2000) und liegt in einem beliebten Skigebiet. Der Ort gehört zur Gemeinde Shandaken, die 10 km westlich liegt.

## Geografie
Der Ort ist in den Catskill Mountains, innerhalb des Catskill State Parks an der Route 28 und liegt etwa 180 km nordwestlich von New York City und etwa 95 km südwestlich von Schenectady entfernt. Es besteht aus der Dorfmitte, die im Tal auf Höhe der alten Route 28 liegt sowie aus einzelnen Häusern, die sich entlang der Birch Creek Road den Berg hinauf ziehen.

## Geschichte
Die Ansiedlung Pine Hill entstand im späten 17. Jahrhundert, die Ortschaft wuchs aber erst nach 1872, als die Ulster and Delaware Railroad dort ihre Eisenbahnschienen verlegte und einen Bahnhof eröffnete. Zur touristischen Blütezeit im letzten Jahrhundert existierten etwa 20 Beherbergungsbetriebe in Pine Hill, die vor allem in der Wintersaison Skigäste bewirteten. Heute werden lediglich noch drei Hotels betrieben. Zwischen 1896 und 1986 war die Ortschaft eine eigenständige Gemeinde.

## Wirtschaft
Folgende Gewerbebetriebe sind in Pine Hill ansässig: 
- Pine Hill Arms Hotel & Restaurant
- Colonial Inn Hotel & Restaurant
- Filiale des US Postal Service

## Sehenswürdigkeiten
- Pine Hill Cemetery: Gräber bis auf 1850 zurückgehend, landschaftlich interessant an einem Steilhang gelegen
- Pine Hill History Museum: Ausstellungsstuecke zur lokalen Geschichte
- Morton Memorial Library: Gegründet 1903, ist die Bücherei für das Dorf ein wichtiger sozialer Treffpunkt, der den Bewohnern nicht nur Zugang zu aktuellen Büchern und Zeitschriften, sondern auch zum Internet bietet. Architektonisch bemerkenswert sind die nachgebaute altgriechische Fassade und der halbrunde Vorraum.
- Seven Pines (an Birch Creek Road): Hier stand bis zu einem verheerenden Brand das prunkvolle Hotel „Seven Pines“. Heute kann man in der zugewachsenen Ebene noch Fundamente und Säulen besichtigen oder den durch das Gelände fließenden Bach für eine Abkühlung nutzen.

## Demographie
In Pine Hill leben 308 Menschen in 138 Haushalten. Die Bevölkerungsdichte beträgt 54,6/km². 89,94 % der Bevölkerung sind weiß, 2,6 % Afroamerikanisch, 0,65 % Indianer, 3,57 % Asiaten. 
Das Durchschnittseinkommen pro Haushalt betrug im Jahr 2000 33.229 $, wobei Männer ein Durchschnittseinkommen von 46.000 $ und Frauen eines von $25.750 erzielten. Damit betrug das Prokopfeinkommen 15.858 $. 19,4 % der Bevölkerung oder 10,1 % der Familien lebten unterhalb der Armutsgrenze.